# 마케팅 전략
마케팅 전략(-戰略, 영어: Marketing strategy)은 마케팅의 목표를 이루기 위하여 여러 가지 판매 활동을 하는 것을 의미한다.

## 개요
마케팅 전략은 전술(marketing tactics)에 대립되는 개념으로서, 수요·경쟁·유통기구 마케팅 관계법규 및 비(非)마케팅 비용 등과 같이 기업으로서 통제가 불가능하거나 사회적·경제적·문화적 요인으로 구성된 동태적인 마케팅 환경의 변동에 대해서 창조적으로 적응하기 위해 보다 장기적이고 대국적인 관심에서 설정하는 주요방침을 말한다. 즉, 마케팅 정책결정의 과학적인 사용을 말하는 것으로, 이것은 각각의 경영이나 상품에 따라서 다르다. 예를 들면 당해 기업 혹은 상품이 어느 시기 즉 개척기·안정기 또는 쇠퇴기에 있는가에 따라서 마케팅 전략은 다르게 된다. 그러므로 각 기업은 독자적인 마케팅 전략을 세울 필요가 있다.
오늘날의 마케팅은 단지 정적인 마케팅 정책으로서가 아니라, 활동적·종합적 그리고 장기적 계획성을 가진 마케팅 전략으로써 수행되지 않으면 안 되는데, 이것은 일반적으로 다음의 3그룹으로 나눌 수 있다. 즉 ① 상품정책, ② 판매촉진정책, ③ 판매경로정책이다.

## 상품정책
상품정책의 포인트는 오늘날의 마케팅의 개념인 고객지향 또는 시장지향에 두게 된다. 즉, 소비자의 욕구에 적합한 상품을 생산하거나 구입하는 데 주안을 두는 것이다. 그러나 오늘날과 같이 생활수준의 향상과 생활관습의 근대화에 의해 소비자의 필요욕구가 복잡고도화되고 또 상품의 범위가 질적·양적으로 확대하고 있는 현실에 비추어 볼 때 소비자에게 적합한 상품을 만든다는 것은 그렇게 쉬운 일이 아니며, 바로 이 점에서 고객지향적 상품정책이 필요하다.

## 판매촉진정책
판매촉진정책이란 소비자 혹은 사용자에 영향을 주어 자사(自社)의 상품을 사도록 하기 위한 마케팅활동으로서, 판매촉진의 기본은 수요의 환기와 자극이다.

## 판매경로정책
상품·제품 혹은 서비스를 판매하는데 관여하는 회사 내부의 판매조직, 회사 외부의 대리점 및 판매점·소비업자 등의 조직구성을 말한다. 즉, 상품을 소비자 또는 사용자에게까지 유통을 시키기 위한 판매경로의 선택·육성 및 감독에 관한 마케팅 활동으로서, 마케팅 전략의 기본으로 되는 것은 판매경로의 조직화·계열화의 문제이다.

## 대량판매전략
근대적인 기술과 생산설비를 바탕으로 대량생산된 제품을 대량으로 판매하는 것을 말한다. 이 과정에는 필연적으로 집중적 대량수요에 대응하는 대량거래 내지 대량매매가 이루어져야만 하고 이들에게 상품이 적시에 적절한 양만큼 공급되기 위해서는 대량저장 및 대량운송이 이루어지지 않으면 안 된다. 또 대량수요를 환기하기 위해서는 대량의사전달이 이루어져야 한다.

## 시장세분화전략
소비자 수요의 이질성에 따라 일반시장을 여러 개의 세분시장(細分市場)으로 분할하는 것을 말한다. 이의 목적은 이들 시장에 적합한 제품을 개발하고, 그런 제품을 전제로 하는 차별적 마케팅을 하거나 혹은 1세분시장만을 중심으로 하는 집중적 마케팅을 하려는 데 있다. 이때 시장을 세분화하는 일반적 기준으로는 소비자의 지리적 분포·소득계층·연령·성별·가족구성·직업·생활관습 등과 같은 지리적·사회경제적 기준이 중심이 되나, 최근에는 소비자 행동이나 구매행동을 기준으로 하는 경우가 있다.

## 같이 보기
- 브랜드 경영
- 사업 모형
- 마케팅
- 시장세분화
- 가격 전략
- 소셜 미디어